# フリドリック・トール・フリドリクソン
フリドリック・トール・フリドリクソン（Friðrik Þór Friðriksson 原語の発音；フリズリク・ソール・フリズリフソン, 1954年5月12日 - ）はアイスランド出身の映画監督・脚本家・プロデューサー。なお、「フリドリクソン」は父称であり、「フリドリックの息子」という意味である。（アイスランド人の名前を参照）

## 略歴
1987年に、映画製作会社Icelandic Film corporationを設立、アイスランド映画界で最も重要な制作会社となる。
1991年の「春にして君を想う」はアカデミー外国語映画賞にノミネートされた。その後もコンスタントに映画を撮っているが、日本公開作品は少ない。
プロデューサーとして「ダンサー・イン・ザ・ダーク」など多くの作品に関わっている。ラース・フォン・トリアーの新作"Direktøren for det hele"(2006)には俳優として出演する予定。

## 主な監督作品
- 春にして君を想う Börn náttúrunnar (1991)
- ムービー・デイズ Bíódagar (1994)
- コールド・フィーバー Cold Fever (Á köldum klaka) (1995)
- 精霊の島 Djöflaeyjan (1996)